# Contea di Sclafani Catarratti
Il Contea di Sclafani Catarratti è un vino DOC la cui produzione è consentita nelle province di Agrigento, Caltanissetta e Palermo.

## Caratteristiche organolettiche
- colore: giallo paglierino più o meno intenso
- odore: intenso, caratteristico
- sapore: caratteristico, con retrogusto talvolta amarognolo

## Produzione
Provincia, stagione, volume in ettolitri
- nessun dato disponibile